# Saosin
Saosin (pronunciado Say-o-sin) es una banda de post-hardcore originaria de California. Fundada en 2003, por algunos miembros de la banda indie rock Open Hand. 
Actualmente están conformados por Álex Rodríguez, Chris Sorenson, Beau Burchell y Anthony Green. A pesar de que Green participó inicialmente de la banda, la abandonó para integrar Circa Survive. Cove Reber fue vocalista de Saosin entre 2004 y julio de 2010.
Han publicado tres álbumes: Saosin (2006), In Search of Solid Ground (2009) y Along the Shadow (2016). Este último marca el regreso de Green como vocal.

## Historia
Saosin se formó el año 2003 y al poco tiempo lanzaron su primer álbum titulado Translating the Name el cual fue lanzado bajo el sello Death Do Us Part. El vocalista Anthony Green, después de lanzar el EP en 2003,  la banda y entre el 2004 y 2014  estuvo en la banda Circa Survive.
Después de grabar muchos demos, Cove Reber fue el nuevo vocalista de la banda.
Después el bajista Zach Kennedy abandono la banda, por sus proyectos personales. Entonces fue reemplazado por Christopher Sorenson.
Durante el 2005 la banda participó en el Warped Tour, durante el que grabaron el vídeo de la canción "Bury Your Head". Firmaron con el sello Capitol Records y lanzaron su primer disco titulado Saosin, que vendió 35.000 copias en su primera semana en los Estados Unidos.
Cuando terminaron el Tour Taste of Chaos, comenzaron un tour por los Estados Unidos, junto a las bandas Bleeding Through y Senses Fail, el 24 de noviembre.
Saosin fue seleccionado por "KROQ's Almost Acoustic Christmas" para presentarse el 9 de diciembre de 2006.
Durante el 2007, se integraron al Projekt Revolution, liderados por Linkin Park, presentándose en el Escenario Revolution.
El 11 de marzo de 2008 salió a la luz el primer disco en vivo denominado Come Close. A finales del mismo año lanzaron el denominado "The Grey ", un EP que contiene grandes canciones aceptadas por el público como lo son "Keep Secrets" o "Love Maker".
En 2009 participarán del Warped Tour 2009.
En junio del 2009 se dejan entrever 2 canciones nuevas de lo que será el próximo LP titulado "In Search of Solid Ground "."Is this Real", que denota la mejora vocal de Cove y "On my Own" proveniente del demo "Uphill Battle".En Youtube se puede encontrar fragmentos de videos del Warped Tour 09 que muestran otra de sus nuevas canciones llamada "fireflies".
La fecha de salida del disco será el 8 de septiembre del año corriente.
Actualmente llevan 3 demos grabados los que pueden ser parte de su álbum de estudio, aunque no se ha dicho sobre un estreno pronto.
Se ha informado que quieren firmar con Young Money, pero dicha firma esta por confirmar.
El 21 de julio de 2010, Beau Burchell informó que su vocalista por más de 5 años Cove Reber dejaba la banda.
En 2014, Anthony Green vuelve a la banda para ofrecer unos cuantos shows y hay rumores de que entrarán a grabar un nuevo disco con él en 2015.

## Origen del nombre
El actual cantante de la banda, Anthony Green, inicialmente habría elegido el nombre "Saosin".

Se pronuncia XIAO XIN. Y es un proverbio chino de los siglos XV y XVI, que significa "pequeño corazón". Los padres solían casar a sus hijos menores por dinero y también solían decirles que no se casaban por amor, que su esposa no importaba, que ella podía morir en cualquier momento, por lo que no se vinculara con ella. Trataban al amor con prudencia y les enseñaban a ser fríos y sin sentimientos. Encontré esto en 8vo grado y me encantó tanto que lo he usado para nombrar a todas mis bandas anteriores y escribir algunas canciones acerca de ella.- Anthony Green (vocalista de Saosin)

## Miembros
| Miembros actuales - Cove Reber – voz líder, piano, guitarra rítmica, percusión (2004–2010, 2024–presente) - Beau Burchell – guitarra líder (2003–2010, 2012, 2014–presente), guitarra rítmica (2003–2015), voz (2003–presente), teclados, piano (2003, 2010–2012, 2012–2014) - Phil Sgrosso – guitarra rítmica, guitarra líder (2024–presente; miembro de gira desde 2016–2024) - Álex Rodríguez – batería, percusión (2003–presente) - Chris Sorenson – bajo, teclados, voz (2003–presente) Antiguos miembros - Zach Kennedy – bajo (2003) - Justin Shekoski – guitarra líder, voz (2003–2015) - Anthony Green – voz líder, guitarra rítmica, piano (2003–2004, 2012, 2014–2023) Antiguos miembros de gira - Danny King – batería, percusión (2003) - Philip Sneed – voz líder (2004) - Ken Floyd – guitarra rítmica, guitarra líder (2010) | Miembros de sesión - Pat Magrath – batería, percusión (2003 en Translating the Name) - Howard Benson – teclados, piano, programación (2005–2007 en Saosin) - Jeremy S. H. Griff – voz (2009–2010 en In Search of Solid Ground) - Scott Sorenson – voz (2009–2010 en In Search of Solid Ground) - John Feldmann – percusión, cuerdas (2009–2010 en In Search of Solid Ground) - Butch Walker – percusión (2009–2010 en In Search of Solid Ground) - Tilian Pearson – voz líder (2011–2012, 2013 en demos) |

Línea de tiempo

## Discografía
- Saosin (2006)
- In Search of Solid Ground (2009)
- Along the Shadow (2016)